# Luigi Arzuffi
Luigi Arzuffi (Bergamo, 2 augustus 1931 – aldaar, 12 februari 1995) was een Italiaans schilder en beeldhouwer.

## Biografie
In 1947 schreef hij zich in aan de Accademia Carrara in Bergamo en werkte samen met zijn vader aan vele werken die in de omgeving van Bergamo werden uitgevoerd. Zijn vader Pasquale was schilder.
Nadat hij trouwde, opende hij zijn atelier en was ook op andere locaties actief, waarbij hij fresco's maakte in vele kerken zoals Rezzoaglio, Salsominore van Piacenza, de Gekroonde Christus in de parochiekerk van Vigliano d'Asti, Rimini (Jakobsladder in de kerk van de Madonna della Scala), Desenzano del Garda (ziekenhuiskerk), Casaletto, Guardamiglio, Fombio, de koepel van Albiate en de parochiekerk van Caselle Landi.
Hij hield zich ook bezig met restauratie, zoals in het geval van de luchthaven Orio al Serio.

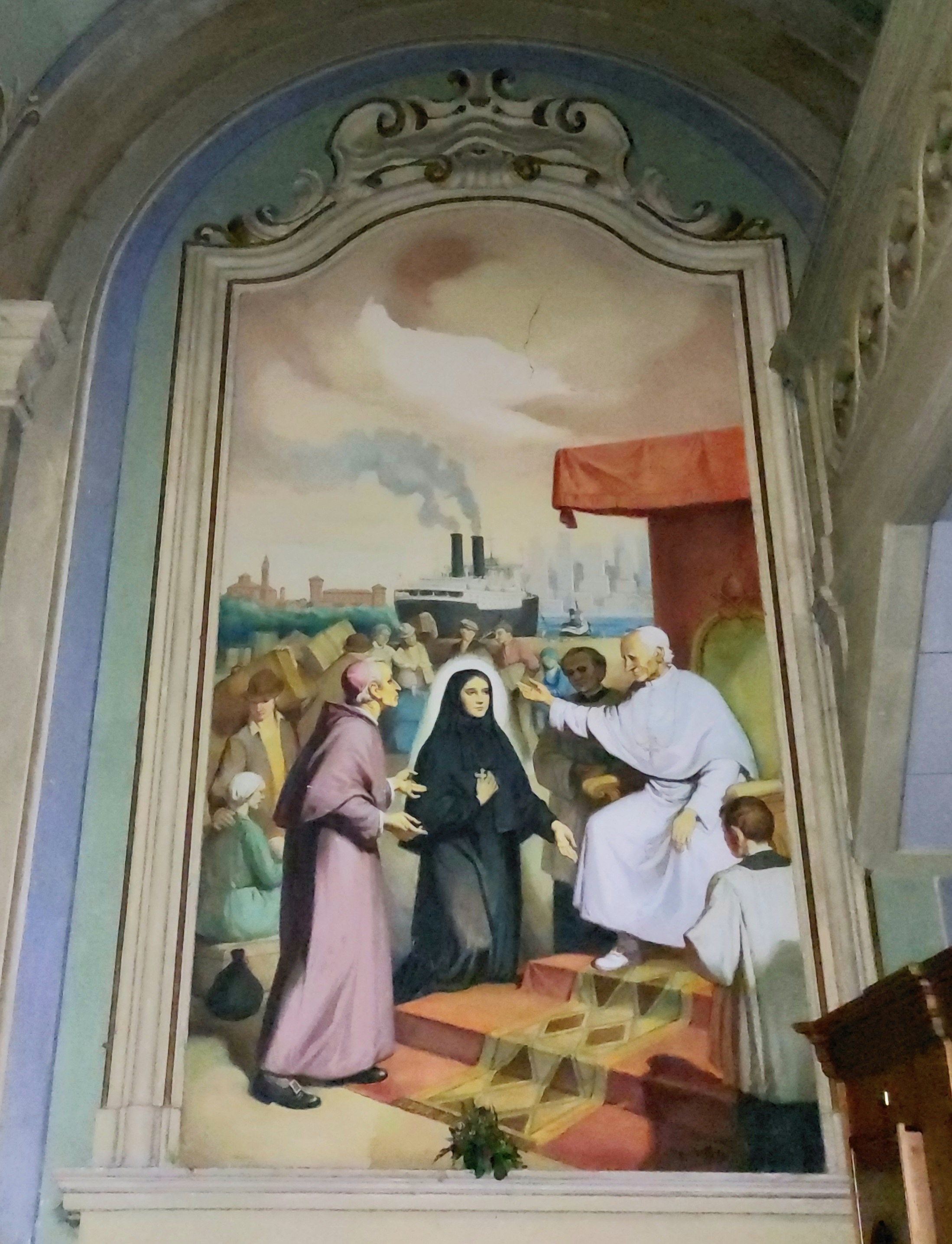
Fresco van Arzuffi (1984), vertegenwoordiger van moeder Cabrini, die, vergezeld door bisschop Scalabrini, van paus Leo XIII de taak van missionaris in de Verenigde Staten ontvangt.

Arzuffi overleed in 1995 in Bergamo.